# Referéndum sobre la Constitución Europea en los Países Bajos
El Referéndum sobre la Constitución Europea en los Países Bajos fue un referéndum consultivo que se llevó a cabo el 1 de junio de 2005 para decidir si los Países Bajos ratificarían el Tratado por el que se establece una Constitución para Europa. La votación fue el primer referéndum nacional por más de doscientos años y no era vinculante, lo que significaría que, a pesar de que el electorado rechazara la Constitución, podía ser teóricamente ratificada por los Estados Generales. No obstante, el gobierno sostuvo que respetaría un resultado decisivo, provisto por un número de electores que excediera el 30%. Los resultados oficiales mostraron que un 61,5% de votantes rechazaba la Constitución, con un participación electoral del 63,3%.
Las respuestas posibles eran voor (a favor) y tegen (en contra). En algunos sitios de votación en las grandes ciudades, también era posible hacer un voto en blanco. En este último caso, el voto no contaba para el resultado final, pero permitía a los votantes una abstención afirmativa.
El referéndum tuvo lugar justo tres días después del referéndum francés que tuvo también como resultado el rechazo a la Constitución. Debido a que todos los Estados miembros de la Unión Europea necesitaban ratificar el tratado para que este entrara en efecto, algunos[¿quién?] vieron el referéndum neerlandés como irrelevante; sin embargo, los partidarios del "Sí" apelaron al electorado para impedir dañar la reputación de los Países Bajos en Europa, de la misma manera como el resultado francés fue percibido en algunos sectores de haber debilitado la posición de Francia.[cita requerida] Antes del plebiscito, muchos[¿quién?] defensores del "No" expresaron que el rechazo francés del tratado animaría a los votantes neerlandeses a seguir este camino. Un segundo voto de "no" en un referéndum en uno de los países fundadores del proyecto de integración europea fue ampliamente visto como suficiente para echar abajo el tratado.[cita requerida] Los sondeos de opinión en los días previos al referéndum dieron una clara victoria a la campaña del "No".[cita requerida]